# The Being
The Being ist ein US-amerikanischer Horrorfilm der Regisseurin Jackie Kong. Der Film um ein mordendes Monster, das durch Mutation von radioaktiven Abfall entsteht, erschien bereits 1980 unter dem Titel Easter Sunday. Da eine kommerzielle Auswertung seinerzeit ausblieb, erfolgte die eigentliche US-Premiere erst am 18. November 1983.
Der Low-Budget-Film ist Kongs erste Zusammenarbeit mit Ehemann und Filmproduzent Bill Osco, der auch die Hauptrolle übernahm. Osco war als Produzent Anfang der 1970er-Jahre für eine Reihe von Exploitationfilmen und Erotikfilmen verantwortlich.

## Handlung
In der Kleinstadt Pottsville, im US-Bundesstaat Idaho lassen radioaktive Abfälle einen unschuldigen Jungen zu einer monströsen und bösartigen Kreatur mutieren. Die Bestie tötet in der Folge eine Reihe unbescholtener Mitbürger, ohne allerdings Spuren zu hinterlassen. Die örtlichen Behörden stehen vor einem Rätsel und vermuten anfänglich Wetterkapriolen als Ursache. Detective Mortimer Lutz erhält einen ersten Hinweis auf ein blutgieriges Ungetüm. Da der Augenzeuge allerdings ein stadtbekannter Kiffer ist, misst der Detective dem Vorfall zunächst keine Bedeutung bei. Als er wenig später selbst von einer grünen gallertartigen Masse angegriffen wird, fordert er den Bürgermeister auf, dringend Ermittlungen einzuleiten. Dieser ist bestrebt, den Vorfall totzuschweigen und mögliche Schäden von dem Örtchen fernzuhalten, stellt Lutz jedoch einen renommierten Chemiker, Dr. Garson Jones, zur Seite.
Dr. Jones war seinerzeit maßgeblich an der Durchsetzung der „raffiniertesten Atommülldeponie des Landes“ beteiligt, die auf seine Empfehlung hin, am Stadtrand Pottsvilles errichtet wurde. Seither ist der Wissenschaftler bemüht, die Öffentlichkeit von der Ungefährlichkeit der Deponie, als auch vor möglichen radioaktiven Emissionen zu überzeugen. Bei der Analyse der grünen Substanz entdeckt er unerwartet eine hohe Intensität ionisierender Strahlung sowie eine sonderbare Anfälligkeit des Stoffes gegen Helligkeit und Licht. Hilfesuchend wendet er sich an Detective Lutz, mit der Bitte, ihn auf der Müllhalde aufzusuchen. Dort machen die zwei Männer in Begleitung von Lutz’ Freundin Laurie eine grauenhafte Entdeckung. Sie finden eine Art Schlafgemach. Wenig später werden sie von dem Schleimmonster angegriffen, das über tentakelartige Fortsätze verfügt.
Dem Trio gelingt es, vom Schauplatz des Geschehens zu flüchten. Anschließend versuchen Dr. Jones und Detective Lutz, das Wesen im Alleingang in einer verlassenen Lagerhalle aufzuhalten. In einem alles entscheidenden Kampf tötet der Polizeibeamte das Wesen; alles Böse scheint gebannt zu sein. Zuletzt erhebt sich aus dem nuklearen Abfall eine weitere, nicht näher gezeigte Kreatur.

## Kritiken
Das Lexikon des internationalen Films schrieb, der Film sei „primitiv“.

## Hintergrund
In Deutschland wird der Film unter verschiedenen Titeln auf DVD vertrieben: Mutant Monster, The Ultimative Terror sowie ab 2014 als The Creature.